# Concurso de beleza
Concurso de beleza é um evento que busca hierarquizar, ainda que de maneira subjetiva e parcial, a beleza de mulheres e homens que o disputam. São tradicionalmente focados na beleza física dos competidores, além de incorporarem uma avaliação da inteligência, personalidade e talento especial. As mulheres que os vencem são normalmente chamadas de "rainhas da beleza".

## História e mitologia
Ateneu de Náucratis comenta que concursos de beleza feminina existiam na Grécia Antiga. 
Cípselo instituiu este concurso, após fundar uma cidade banhada pelo rio Alfeu; a vencedora do primeiro concurso se chamava Herodice. O concurso continuava sendo celebrado até a época de Ateneu, com as vencedoras sendo chamadas de portadoras do ouro (χρυσοφόροι).
Havia também um concurso de beleza masculina, celebrado em Élis, em que o vencedor recebia armas como prêmio, consagradas a Atena; e também era adornado com fitas por seus amigos, indo em procissão até o templo, e finalmente sendo coroado com flores.

## Tempos modernos

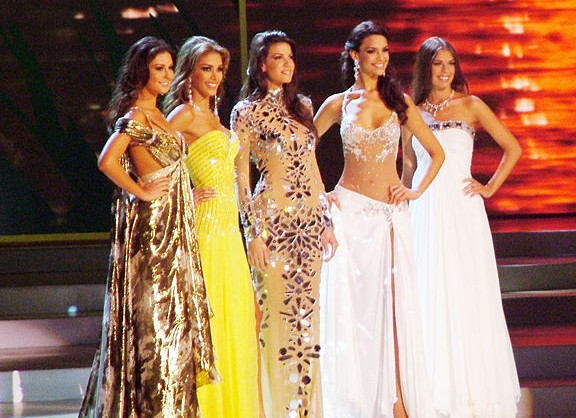
Um concurso de beleza (Miss Universo 2008).

O nome Miss America surgiu no século XIX, nos Estados Unidos, usado em ilustrações para representar a mulher ideal. Concursos de beleza eram celebrados nos Estados Unidos, como parte de festivais e festas populares.
O concurso Miss America foi criado em 1921, em Atlantic City, como forma de incentivar o turismo após o Dia do Trabalhador. Desde 1929,  foi realizado no Atlantic City's Convention Hall, construído neste ano.
Em 1951 foi criado na Inglaterra o Miss Mundo (Miss World), como parte das celebrações do Festival of Britain. Seu fundador foi Eric Morley e o concurso teve uma audiência global maior que a Copa do Mundo e os Jogos Olímpicos. A vencedora do concurso foi a representante da Suécia Kiki Haakonson, sendo a primeira e a última vencedora a se apresentar com um maiô de duas peças. No ano seguinte foi a vez da criação do Miss Universo (Miss Universe) nos Estados Unidos, patrocinado pela indústria de rajes e banho Catalina, na praia de Long Beach, na Califórnia. Os dois continuam a existir até hoje.
Na atualidade há milhares de concursos regionais, nacionais e internacionais, todos despertando maior ou menor interesse de público e  mídia. Os cinco maiores do mundo, chamados de grand slam, são o Miss Universo, o Miss Mundo, o Miss Internacional, o Miss Supranational e o Miss Grand International. Atualmente, países como Estados Unidos, Filipinas, Tailândia, Venezuela, Colômbia e Brasil vêm se destacando nesses concursos. Desses concursos grand slam, só falta o Brasil alcançar a coroa de Miss Supranational.